# Stajne
Stajne – dawniej samodzielna wieś, obecnie część Rejowca Fabrycznego, w województwie lubelskim, w powiecie chełmskim. Leży w środkowo-wschodniej części miasta, wzdłuż ulicy Chełmskiej na wschód od ulicy Lubelskiej. Morfologicznie jest to typowa ulicówka.
Od 1867 wieś w gminie Rejowiec, w powiecie chełmskim w województwie lubelskim, gdzie 20 października 1933 utworzyło gromadę Stajne w granicach gminy Rejowiec, składającą się z wsi Stajne i folwarku Stajne.
Podczas II wojny światowej w Generalnym Gubernatorstwie (dystrykt lubelski), gdzie w 1943 roku liczyło 906 mieszkańców. Po wojnie powrócono do stanu sprzed wojny, a Stajne stanowiło jedną z 25 gromad gminy Rejowiec w województwie lubelskim; wyodrębniono z niej też nową gromadę o nazwie Stajne-Resztówka (lub Stajne kol.)
W związku z reorganizacją administracji wiejskiej jesienią 1954 Stajne weszło w skład nowo utworzonej gromady Morawinek w powiecie chełmskim, dla której ustalono 26 członków gromadzkiej rady narodowej.
1 stycznia 1958 gromadę Morawinek przekształcono w osiedle o nazwie Rejowiec Fabryczny, przez co Stajne stało się integralną częścią Rejowca Fabrycznego, a w związku z nadaniem Rejowcowi Fabrycznemu praw miejskich 18 lipca 1962 – częścią miasta.